# ヴェインドリーム
『ヴェインドリーム』（VainDream）は、グローディアから発売されたパソコン用ロールプレイングゲーム。略称は「ヴェイン」。
グローディア製RPGの前作『エメラルドドラゴン』（以降、『エメドラ』）に比べると操作性はかなり快適になり、マップも適度な広さになっている。PC-8801mkIISR以降 (PC88) 版が1991年7月13日に、PC-9801VM/UV以降 (PC98) 版が同年9月21日に、FM TOWNS (TOWNS) 版が1993年4月23日に発売された。TOWNS版には、『エメドラ』のTOWNS版と同様にプロの声優による音声が収録されている。なお、コンプティークの100名限定読者プレゼントで『ヴェインドリーム別巻 Ver コンプティーク』（別巻）というPC98用の外伝ゲーム作品もある。
この作品のヒットを受け、後にはシリーズ第2弾『ヴェインドリームII』（IIはローマ数字の2）も発売されたが、世界観やストーリー的には全くの無関係。ただ、システム面では操作性などが『ヴェインドリーム』より更に向上され、ハードディスクインストールも可能であるため、より快適となっている。
PC88版には容量や開発期間の都合を理由として削られた要素があり、遅れて発売されたPC98版でそのいくつかは補完されているが、それでも補完できなかった分は後に発売されたTOWNS版でようやく補完されることとなった。詳細は#登場人物を参照。

## ゲームシステム
マップ上やダンジョンを徘徊する敵キャラクターに接触すると、タクティカルコンバット風の戦闘に突入する。敵キャラクターのうち、雑兵の類についてはひたすら避けて進めることも可能だが、そうするとレベルを上げられず、ストーリー上立ち塞がる小ボスや中ボスを倒せなくなる。
経験値は%で得られて蓄積100%で1レベル上がるという仕様であり、得られるうちは最低でも0.01%単位で得られるようになっている。得られる経験値は敵との力量差に相関しており、敵の方が強いうちは多く得られるが、敵の方が弱いと少なくなり、さらに力量差が広がると0.00%になって得られなくなる。これはパーティーの先頭に置かれたキャラクターのレベルが基準となっているため、キャラクターの一時離脱や新規参入によって生まれたレベル差を利用し、低レベルのキャラクターを先頭に置いて特定キャラクターのレベルを高く上げることも可能である。
敵グループの強さはマップ上の各地方によって変わってくる。後半においてはマオトネルから船でブルー・ディザート地方へ渡るのを境に、前半の行動地域へは戻れなくなる。
フィールドやダンジョンは『エメドラ』と同様の2Dタイプだが、序盤には3Dダンジョンもある（TOWNS版では、2Dダンジョンに変更されている）。
パーティーは最小1人、最大3人までで、ストーリーの大部分がトリス+メル+αという形で進行していく。パーティーのうち誰か1人でもHPが尽きると、そこでゲームオーバーとなる。『エメドラ』と同様に仲間はAIによって行動し、プレイヤーが大まかな作戦指示を与えることもできるが、ターンごとのアイテム使用や作戦指示にはトリスの行動ポイントを25%消費してしまう。

## 登場人物
声優名はTOWNS版でのもの。なお、TOWNS版のナレーションは若本規夫。

### 仲間になるキャラクター
トリステラム声：子安武人
通称トリス。髪と目が共にシルバーグレイの剣士。
元はデュマ王宮に仕えるデュマ近衛騎士団の騎士だったが、侵攻してきたセルジルドの妖騎士グランザムのあまりにも強力な魔力に敗れて川に落ち、流されていた所をメルウィン（メル）に助けられる。彼女の献身的な介護によって傷が癒えると、蹂躙されたデュマや王都アスラフィルを取り戻す為、彼女の制止を振り切って旅立つ。
見た目は細いが、長剣や重装備を好む。また、物語が進むと共に鎧の見た目が変わる。なお、設定上では魔法を弾く強力なオーラを宿しているが、ゲームシステム的には無関係。
オーラを無効化する結界内で動けなくなるという弱点を持つが、最終決戦ではメルの死をきっかけに自分がエルの子であることを理解して、結界を跳ねのけた。
父のルシールも彼同様にデュマの騎士だったが、本当の父ではない。天から光に包まれて降り立った赤子を拾い、トリステラムと名付けて育てた身。即ちトリスは、世界を守るべく遣わされた存在であった。終盤、人は自ら危機を乗り越えられると信じたトリスは、絶命したメルウィンに生命力の半分を分け与えて、天の力を失う代わりにメルを蘇らせる。
メルウィン声：及川ひとみ
通称メル。攻撃魔法や召喚魔法が得意な魔法使いの少女。
アスラフィルで魔法の修行中に戦乱に巻き込まれて父と母を亡くした上、戦火を逃れエステランザに落ち延びた不幸な境遇だが、明るさや優しさは決して無くさない。ある日、トリステラムが瀕死の状態で倒れているのを見つけ、献身的な介護で彼の命を救う。彼の傷が癒えるにつれて惹かれていき、一緒の生活をいつまでも送ることを望むが、彼の死んで行った仲間の敵討ちや、旅立ちの意志が固かった為、半ば強引にトリスに付いていくことに。
魔法の才能はアーメスから評価されるほど高い。物語の進行と共に使う魔法の種類が変わる。魔法の種類はレベルとは無関係。ただし、スロットの景品で入手できる「ラウンデル」という短剣を装備すると、使う魔法の種類が変わることがある。物語終盤になると、3本重ね合わせた太い破壊光線を直線状に放つようになる。
終盤、アスラフィル王宮における対グランザム戦でトリスを庇って命を落とすが、彼に生命力を分け与えられて復活する。
アーメス
クリスタル・グレイの異名で、エルゼリアに広くその名を知られている魔道士。
髪の毛や目の色、更には顔立ちまでがトリスに酷似しており、彼とは極めて近い血縁関係にあると推測されるが、怒ると目の色は赤になる。メルとの初対面が互いに悪印象だった為か、無愛想な態度を取りがちだが、何だかんだ言ってもメルの手助けをしたり、トリス達を先に急がせる為に自分の身を挺したり、魔道士にしては人間臭い一面も。
育ての父である大魔道士を殺し、一時期は姿を消していた。
途中、グランザムの結界により無力化されて死亡。終盤、死亡したメルウィンに憑依して一時的に復活させると共に、グランザムに立ち向かえる力を与える。やがて、グランザムの正体である「デオリオの涙」が破壊されたのを確認すると、メルウィンの体を離れて昇天した。
設定通りとても強く、初期レベルは80。使用確率は低いが、メルウィンが終盤に使用する破壊光線の魔法を使うことがある。
カローン
元アスラフィルの戦士で、ナイフ使い。燃え落ちるアスラフィルからメルウィンを助け出し、エステランザまで連れてきた。
ナイフ捌きは相当なもので、序盤においてはトリスの心強い味方。連続殺人事件を解決して一行から離れた後は、エステランザの自警団に属している。
カロン専用装備である「カスタムナイフ」を使う。
ラファエル声：堀川亮
吟遊詩人。廃墟となったデュマの町で、次々と城の中へ連れて行かれる子供達に心を痛め、トリス達に助けを求めた。
実はアスラフィルから逃げ延びた第二王子であり、妖騎士モードレッドは兄。両親の形見の特殊な金属でできた、魔法を跳ね返すペンダントを所持している。
戦闘時には弓類や銃を使う。
レイミーア声：冬馬由美
アスラフィルの地下でレジスタンス運動をしていた女性。トリス達のアスラフィル突入と入れ違いに、ホビット族の元に身を寄せていた。
アスラフィルにて、セルジルドの妖騎士ソーンにより重傷を負ったトリスの為に薬草を摘みに行くメルの護衛に就いて以来、トリス達と行動を共にするようになる。レジスタンス壊滅にショックを受けて一時離脱するが、終盤で再会する。
レイピアを初めフランベルジュなど、細身剣の類を好む。終盤、アスラフィルで仲間に加わった際には支援魔法を使えるようになっている。
アンフィニー
北の帝国ダラム・ディウスの皇帝に就いている魔法戦士。実に200年以上の年月を生き永らえている老人だが、外見は20代後半の美男子にしか見えない。
ゲームのパッケージ画でトリスが装備している真紅の鎧は、かつてアンフィニーが纏っていたものであるが、今では当時の色は失われ、秘められた力をも失っている。また、遠い過去には北のドランリーノの森にある塔「ガルフ・ポート」を守るのが役割だと誰かに言われたらしいが、その辺の記憶も朦げになっている。
真紅の鎧を着ていた頃に、雪の村とは何らかの関わりを持っていた模様。
終盤、アルザック砦の対デビン戦でのみパーティーに参加。直接攻撃と3本の細いレーザーが別々に飛んでいく魔法を主に使う。
ショルティー
ダラム・ディウスの司祭。
トリス達が初めて会った時は、病気の女性を救うことができない自らを恥じていた。
回復魔法と敵を足止めする魔法が得意。
メイファ
魔法少女。ブルーディザート地方にある魔道士の村・モスガルの長の娘。
トリス達と行動を共にした後、別れの際には「私がトリスと話してると、メルってず〜っと見てるのよ」「メルを大切にね」などと茶化して、エーク王子とサライ王女の結婚式を控えたキルキアに残った。
攻撃魔法、精霊召喚魔法、回復魔法を使う。
シルヴィー
ダラム・ディウスの西の洞窟で封印されていた所を、妖騎士モードレットに呼び起こされた謎の魔女。
雪の村で眠り続ける人々を起こすことが彼女の復讐であり、かつては真紅の鎧を着た者にそれを邪魔されたらしいが、詳細は謎に包まれている。
ラヴァン
元エーニスの兵士で、今は訳あってキルキアの傭兵をしている。
エステランザに居るエルライラとシュレイが彼の妻子であることが、エルライラから渡された「狼頭の指輪」を装備できることから窺える。
最終決戦直前の砦攻略で仲間となるが、最後には息絶える。
不正コピー対策が死後のすぐ後に設定されていることもあり、その中の台詞でトリスが幽霊だと驚く。別巻では幽霊としてトリスに同行しており、進め方によっては仲間に加わる。
モードレット声：若本規夫
黄金の仮面で顔を隠したセルジルド最強の剣士。当初は仲間ではなく、セルジルド皇帝騎士団に属する7人の騎士の一人として登場。
実はアスラフィルの正統王位継承者に当たる第一王子で、ラファエルの兄。魔法に耐性を持つ特殊体質であり、かつては国内に右に出る者がいないほどの剣才だった。10年前に更なる強い力を求めて周囲の反対を押し切って旅立ち、姿を消した。
身分を隠してセルジルド皇帝に忠誠を尽くしていたが、皇帝から正気が失われたことより見放す。ダラム・ディウスの西の洞窟では、セルジルドの現状を打開する何かの陰謀を企んでいたが、トリス達一行の介入により失敗。その後も、自分の身分を隠し続ける為とセルジルドを内部から抑える為にセルジルド側に残っていたが、アスラフィルでの最終決戦の際、遂に反旗を翻して一行に加わる。
パーティーキャラとしては、全キャラクター中屈指の攻撃力を持つ。設定通りの魔法耐性を持っており、隊列の先頭に置くとマップ上の罠から出る魔法弾が当たってもノーダメージ。

### セルジルド皇帝騎士団
セルジルドの最上級の騎士が席を置く。騎士は全員で7人おり、それぞれが「妖騎士」の称号を持つ。モードレットも当初はその一人として登場。
シャドー声：速水奨
衣類だけでなく体まで全身が黒尽くめの暗殺者。トリスの後をつけ、ジュナス司祭長を暗殺した。
トリスの反撃を受けて追い詰められるが、トドメを刺すことを躊躇ったトリスの隙を突いて攻撃魔法を放つ。咄嗟に放たれたラファエルの矢により絶命するが、トリスに回避された攻撃魔法は、洞窟の入り口を崩す。
ソーン声：島津冴子
剣士。エルの子のオーラさえも貫く強力な呪いの剣を持っており、その正体は蜘蛛の魔族。
PC88版やPC98版では女のような男（というよりは性別不詳）だったが、TOWNS版では女性と設定された。
デビン
誤って海に落ちたりなどバカで有名な赤髪の大男。狡猾な計略を行うが、全て邪魔される。
ユウ・ムトク
紅一点。PC88版やPC98版では、マニュアルに記載はあるものの本編未登場。天空城という場所で登場予定だったがディスク容量の都合で場所自体がカットされた（PC98版では活用されずに終わった地域にサブシナリオが配置されたがユウ・ムトクは登場しない）。
TOWNS版ではマージスとともに登場、トリスが持ち続けていたデュマ騎士団標準装備の剣（TOWNS版以外ではムービーで剣に誓いを立てるシーンのみの登場で実用しないが、TOWNS版ではラグーナ砦の戦いでボロボロになったため弱いという設定で初期装備）にこの戦いで散っていった人々の願いが宿って共に戦いたいと叫んでいることに気付き、剣を魔法で修復する。
マージス
知将。古くからセルジルド皇帝に仕えている忠臣。グランザムの傀儡と化した皇帝を憂い、戦わずしてトリス達に道を開けた。
グランザム声：槐柳二
セルジルド軍の魔道士で、この物語の元凶。太古に数億の呪いを受けた魔族であり、その正体は「デオリオの涙」と呼ばれる旧世界の遺産。「デオリオの涙」は触れたものは意思を失いグランザムの傀儡とするが、グランザムは意思なき主人の力となるという呪われた宝玉。
旧世界を滅ぼした巨人型魔法兵器「エルのつるぎ」を使って魔族の世界を作らんと画策し、主たる意思なきセルジルド皇帝を世界の王に仕立て上げるべく、行動していた。ラグーナ砦で見せたトリスの強い魔法抵抗力に対して、アスラフィル地下で妖騎士ソーンの呪いの剣が通じたことから、トリスの正体と弱点に気付き、トリスとアーメスにだけ強烈な作用を及ぼす結界を用いるようになる。

### その他のキャラクター
ラトリー声：千葉繁
パルス伯爵の使い魔。風のように素早く動ける上、人間に化けることも得意であり、青い髪の人間に化けては酒場で情報を集めていた。
エステランザの連続殺人事件の犯人で、汚れなき魂を持つ9歳の男の子を探し、エステランザの子供を誘拐していた。ランザーテ遺跡の奥の女神像の前では、汚れなき魂の持ち主以外は身体が引き裂かれてしまう。邪悪な力で護りの壁を作る「リーバルフの珠」という魔法の黒い珠を持っていたが、メルの魔法で打ち破られる。彼が任務に失敗したことで、グランザムは方針を変えることになった。
シュレイ
エステランザに住む9歳の男の子で、ラヴァンの息子。
連続殺人事件を恐れる母のエルライラによって、男の子とわからないよう女装させられた上、香水で体臭も誤魔化させられていたが、トリス達が、ラトリーが化けた人間に女装の話を洩らしてしまった為、さらわれてしまう。ランザーテ遺跡の奥でエルに認められ、身体が引き裂かれることもなく、無事に救出された。
ルシール
故人。デュマの騎士。
天から光に包まれて降りてきた赤子をトリステラムと名付け、母は赤子の頃に死んだことにして我が子として育てた。
トリスが15歳の時に病死。
ジュナス
先代の王の時代からデュマに仕えていた司祭長。
ゴルバーン鉱山に隠れていたが、トリスがパルス伯爵の水晶で監視された結果、後をつけていた妖騎士シャドーにより暗殺された。
パルス
セルジルドに内通してデュマを売り渡した、裏切り者の伯爵。
グランザムに与えられた魔水晶の力で魔道士となり、魔水晶の力でトリスを監視して妖騎士シャドーにジュナス司祭長を殺させた。妖騎士モードレットが護衛に付いていたが、ラファエルがその場に居た為に去られてしまい、トリス達に討たれる。
サダ
レジスタンスの隊長。
トリス達が敵の奸計にはまって重要密書を紛失したことにより、レジスタンス及びホビット族は殲滅させられ、彼も戦死した。
フラウ
ザイアンの地下で魔の薬を作り、セルジルドに渡していた。
魔人
モスガルの村に封じられている青銅の魔人。
魔人は500年前に大魔道士が作った主人に忠実に動く木偶であり、主人が居なくなると暴走してしまう。
昔、暴れていた所をモスガルの祖である魔導師タウによって朱石の宝玉に封じられた。タウは魔人を、トゥタイの洞窟で魔人がマナと呼ばれる光を蓄えている隙に封じたと伝えられている。モスガルの村では悪い魔人、暗黒の魔人などと呼ばれ恐れられている。
メルウィンとメイファが魔法対決した際に、メイファが宝玉を壊してしまい封印が解かれたが、トゥタイの洞窟の奥で電力補給している所を倒され、朱の宝玉でできたメイファのペンダントに封じられた。
大魔道士
500年前に魔人を作って古代の謎を研究していた魔道士。魔人を倒したトリスの前に亡霊として現れ、トリスに秘められた力を引き出すきっかけになるようにと「時の鍵」を渡した。
ホッタル
物知りなホビット。
エーク
キルキアの王子。メイファの幼馴染で兄のように慕われている。デビンの策略による駆け落ちの手引きに乗って、盗賊にさらわれた。
サライ
エーニスの王女。デビンの策略による駆け落ちの手引きに乗って、盗賊にさらわれた。
エーニス
エーニスの国王。大変な親バカで、箱入り娘のサライ王女がエーク王子のせいで盗賊にさらわれたと聞き、軍を率いてキルキアに乗り込んだ。
キルキア
キルキアの国王。メガネをかけている。普段は冷静沈着だが、自国を弱小とバカにされるとカッとなる。
セルジルド7世
セルジルドの現皇帝。
魔物を操ってアスラフィルを打ち破り、デュマを攻め滅ぼした。その意思は、神々の遺産に触れて太古の魔族であるグランザムを呼び出した瞬間から失われており、現在はグランザムの傀儡となっている。魂を「エルのつるぎ」に封じられ、意思無き制御不能の魔王となって暴走するが、グランザムの死によって動力源の3つの宝珠を解放され、停止した。
エル声：横尾まり
この世界を見守る女神。

### 別巻のキャラクター
別巻ではトリスとメルは固定で、3人目のメンバーを自由に選べる。ただし一度仲間に入ると二度と外せない。ストーリー自体は短いが別の仲間で再プレイすることでイベントや相談で違う台詞が楽しめる。
トリステラム
愛称トリス。別巻でも主人公。
メルウィン
愛称メル。魔法を使う。
アルティオ
吟遊詩人。話しかけると勝手に仲間に入る。
マリン
教会の司祭。仲間にできる。
ディオン
傭兵。仲間にできる。
ラヴァン・ゴースト
ラヴァンの霊。誰も仲間に加えていないと出現。トリスとメルには見えず気付かれてもいないが、戦闘に加わる。
ヴェレム
博士で科学者。人間を排除して島の自然を守ろうとしている。別巻のラスボス。

## 地理
1000年前に文明が滅んでおり、旧世界の技術で作られた銃・特殊な金属・強力な魔法の道具などは「神々の遺産」と呼ばれている。
キマール地方
- エステランザ
- デュマ
- ザイアン

ルーンガルド地方
- アスラフィル

ダラムドーラ地方
キマール地方の西。
- ダラム・ディウス
- マオトネル

ブルーディザート地方

キルバニス地方

セルジルド

## メインスタッフ
- ゲームデザイン＆プログラム：池亀治
- シナリオ：藪田淳史
- シナリオ・サブ：古村聡
- ビジュアル・グラフィックス：桑園琢也
- マップ・グラフィックス：黒沢勇・若木武
- キャラクター・グラフィックス：すっとねん
- ミュージック：恋瀬信人
- ミュージック・サブ：中村一気・佐藤天平・笠原延介
- コントロール：横田久
- サンクス：友永稔・田中和美
- パッケージ・デザイン：有沢夏巳

## キャンペーン
- 隠し武器「ムラマサ」を入手して写真に取って送るとテレホンカードがもらえるというキャンペーンが行われた。
- コンプティークで限定100名抽選として外伝作品の「別巻」がプレゼントされた。プレゼント以外でも、グローディアのサポート対応による郵送に「別巻」が添付されることがあった。

## サウンドトラック
グローディアMusic Vol.2 ヴェインドリーム全曲集 （ポリスター、1992年6月25日発売）
フルアレンジバージョンによる全40曲を収録。なお、全曲集と銘打っているが、実際は恋瀬信人選曲によるベスト盤であり、オープニング前半の曲などが未収録。